# Fulgencio Yegros
Fulgencio Yegros y Franco de Torres (Quyquyhó, febbraio 1780 – Asunción, 17 luglio 1821) è stato un militare e politico paraguaiano.
Fu console della Repubblica del Paraguay dal 1813 al 1814.

## Ufficiale dell'esercito spagnolo
Ufficiale di carriera nell'esercito spagnolo, Yegros combatté contro i portoghesi a Coimbra (1806) e a Buseo (20 gennaio 1807) contro le truppe britanniche sbarcate in Uruguay, raggiungendo il grado di capitano.

## L'indipendenza del Paraguay
Schieratosi coi patrioti paraguaiani dopo che il vicereame del Río de la Plata (comprendente Argentina, Uruguay, Paraguay e Bolivia) si era proclamato indipendente (1810), si distinse nelle battaglie di Paraguarí e Tacuarí (rispettivamente 9 gennaio e 19 marzo 1811) che respinsero un tentativo della Giunta insediatasi a Buenos Aires (già capitale del vicereame) di assumere il controllo di tutte le province ancora sotto il controllo spagnolo. Divenuto governatore delle Misiones, preparò una congiura contro il governatore spagnolo Bernardo de Velazco y Huidobro, che si barcamenava tra i patrioti indipendentisti (sostenitori della piena indipendenza del Paraguay dalla Spagna e dall'Argentina) e i lealisti (fedeli alla Spagna ma ostili all'Argentina), e si sollevò con le sue truppe il 16 maggio 1811 per affrontare i lealisti. Ma i patrioti di Asunción erano già insorti con successo due giorni prima e avevano trattato con Velazco una riduzione dei poteri del governatore, perciò Yegros poté entrare trionfalmente nella capitale il 21 maggio.

## Presidente della Giunta
Fu convocato un Congresso (17 giugno 1811), che istituì la Giunta Superiore Governativa, il primo governo composto da paraguaiani, e ne affidò la presidenza a Yegros (1811-1813), che difese l'indipendenza del Paese e promosse l'istruzione primaria e superiore (fondazione della Sociedad Literaria e dell'Academia Militar).

## Il Primo Consolato e la lotta contro Francia
Nel 1813 il Congresso costituì il Paraguay in repubblica e affidò il potere esecutivo a due consoli con mandato annuale, eleggendo il 12 ottobre 1813 Yegros e il dottor José Gaspar Rodríguez de Francia.  Entrato in contrasto col collega, Yegros fu destituito dal Congresso (14 ottobre 1814), che nominò dittatore Francia, e si ritirò malvolentieri dalla scena politica. Unitosi nell'aprile 1820 ad una congiura degli oppositori di Francia, che avrebbe dovuto portarlo alla presidenza, fu scoperto e giustiziato (17 luglio 1821).